# Fonéma
A beszélt nyelvben a fonéma a hangok elemi, elvont egysége, amely egy adott nyelvben önálló egységet alkot, mivel más fonémákkal szemben jelentésmegkülönböztető szerepe van. Nyelvtől függően egy-egy fonéma alá több beszédhang is tartozhat, amelyek fonetikailag hasonlók vagy fonológiailag közel állnak egymáshoz. (A köztük lévő kapcsolat fonetikailag nem feltétlenül nyilvánvaló; ez a fenti elméleti keret egyik gyengéje.)

## Fonémák és lejegyzésük
A nyelvtől és a felhasznált ábécétől függően az egyes fonémákat gyakran ugyanazzal a betűvel írják; azonban számos kivétel van e szabály alól (különösen az angol írásban).
A magyarban 39 fonéma van (14 magánhangzó és 25 mássalhangzó), az angolban 40, ami az összes nyelv közül átlag fölöttinek számít. A piraha nyelvben csak 11, míg a !xu nyelvben 141.
A hangtani leírásban a fonémákra „per” jelekkel szokás hivatkozni a hangokra utaló jelölések mellett. A szó kezdő mássalhangzóját például /s/-ként írjuk le; tehát a magyar graféma <sz>, de ez a kettős betű egyetlen hangot jelöl. Az allofónokat, egy fonéma valós nyelvi változatait a nyelvészek gyakran a fonéma jeléhez kapcsolt diakritikus vagy másfajta jelekkel jelölik, és szögletes zárójelbe („[” és „]”) teszik, hogy megkülönböztessék őket a dőlt vonallal jelölt fonémától. A helyesírási konvenciókat pedig külön kezelik a fonémáktól és az allofónoktól egyaránt, és az írott alakot „kacsacsőrök” („<” és „>”) közé zárják.
A nyelvészek gyakran az IPA (Nemzetközi Fonetikai Szövetség) által kialakított nemzetközi fonetikai ábécé jeleit és az egyes nyelvekre alkalmazott kiegészítéseket használják a fonémák leírására, az „egy jel = egy önálló hang” elvére támaszkodva. Ha az IPA jelei nem érhetők el, létezik egy bővített jelkészlet az IPA-jelek sima szövegként való leírására: ez az X-SAMPA.
A magyar nyelv fonémái közé tartoznak például a mássalhangzók csoportjának elemei, mint a /p/ és a /b/. E kettőt például mindig következetesen írják, mindkét hangot egy-egy betűvel. A fonémák azonban nem mindig nyilvánvalóak az írott nyelvben, így például amikor betűkapcsolatok jelölik őket (például <cs> = /t͡ʃ/).

## Fonémák, archifonémák és allofónok
Ami az egyik nyelvben allofón (olyan beszédhangváltozat, amely ugyanazon fonéma kategóriájába tartozik), az egy másik nyelvben fonéma lehet. Magyarul például a /p/ fonéma egyetlen allofónja a [p]. Angolul létezik aspirált (hehezetes) (például a pin szóban) és aspirálatlan allofónja (például a spin szóban), az ógörögben viszont ez az utóbbi két hang két önálló fonéma is volt, amely különbözött az aspirálatlan /p/-től és /b/-től egyaránt. Másfelől viszont a japán nyelvben nincs különbség az /r/ és /l/ között, csak egyetlen /r/ fonéma van, noha a japán /r/-nek vannak olyan allofónjai, amelyek a magyar fül számára az /l/-hez vagy /d/-hez hasonlóan hangzanak. A /z/ és /s/ (magyar 'sz' betű hangja) önálló fonémák a magyarban, de allofónok a spanyolban. A /d͡ʒ/ (magyar 'dzs' betű hangja) és a /ʒ/ (magyar 'zs' betű hangja) fonémák a magyarban, de allofónok az olaszban. A /n/ és a /ŋ/ (a magyar 'n' betű hangja például a <munka> vagy a <pingpong> szavakban) fonémák az angolban, de allofónok a magyarban.
Előfordulhat az is, hogy egy nyelv több fonémája bizonyos hangkörnyezetben ugyanazt a beszédhangot jelöli: ekkor archifonémáról beszélünk. Az archifonéma tehát az allofónnal ellentétes jelenség.
Az a hang, ami az egyik nyelvben egyetlen fonéma, egy másik nyelvben több fonéma együttese lehet. A <léc> (ejtve: /leːt͡s/) szó végén lévő hang például ugyanaz, mint az angol <boots> (ejtve: /buts/) szó végén lévő hang, és noha ugyanolyan hosszúak, a magyar szó három fonémából áll (/l/ /eː/ /t͡s/), az angol pedig négyből (/b/ /u/ /t/ /s/): a magyarul <c>-vel jelölt hang ugyanis az angolban csak két különálló fonémából jöhet létre.

## A fonéma elméleti fogalma
A fonéma fogalma strukturalista absztrakció, amit később a generatív nyelvészetre alkalmaztak (Chomsky és Halle), és formális pszichológiai háttérrel láttak el. Azonban a nyelv elvont elemi egysége helyett inkább az ábécén alapuló írásbeliség fogalmi terméke lehet (lásd a fonémikai tudatosság és fonológiai tudatosság fogalmakat). Ha pedig mégsem az, akkor a szemtől szembeni kapcsolatból kiemelt befogadás, azaz a szövegszerű befogadás egy epifenoménikus aspektusa lehet. Vö. beszédhang és nyelvi jegy.

## Fonológiai szélsőségek
Az összes beszédhang közül, amit az emberi hangképző szervek produkálni tudnak, az egyes nyelvekben jelentősen eltér, hogy hány hangot tekintenek különállónak. Az abház egyes nyelvjárásai csupán 2 fonémikus magánhangzót ismernek, sok amerikai indián nyelv 3-at, a pandzsábi viszont 25-öt. A rotokaszban (amelyet Pápua Új-Guineában beszélnek) csak 6 mássalhangzó van, a !xu nyelvben viszont (amelyet Dél-Afrikában beszélnek, a Kalahári-sivatag környékén) több mint 100. Az egyes nyelvekben létező fonémák teljes száma a rotokaszban lévő mindössze 11-től vagy a hawaiiban lévő 13-tól egészen a !xu-ban előforduló 141-ig terjed. Ezek között lehetnek ismerős hangok, mint a /t/, /s/ (magyar <sz>) vagy /m/; és lehetnek számunkra egészen szokatlanul képzett hangok (lásd még: csettintő hangok, hangképzés, levegőáramlási mechanizmusok). A magyar nyelv egy elég bő, 14 tagból álló magánhangzó-készlettel rendelkezik, noha 24 elemű mássalhangzó-rendszere nem áll messze az átlagostól. Mindez eltér a latin ábécén alapuló köznapi értelmezéstől, itt ugyanis 30 mássalhangzót találunk (a fonémák írásjele mellett a 'dz' és 'ly' betűkapcsolatot, illetve az idegenből átvett 'q, w, x, y' betűket).
A legáltalánosabb hangrendszerek öt magánhangzóból állnak: /a/, /e/, /i/, /o/, /u/. A legáltalánosabb mássalhangzók a /p/, /t/, /k/. Nem minden nyelv rendelkezik ezekkel: a hawaii nyelvből hiányzik a /t/, a mohawk nyelvből pedig a /p/; de minden ismert nyelvben létezik legalább kettő a fenti háromból. Ha a három közül valamelyik hiányzik, akkor a nyelvben /ʔ/ hangot (glottális zárhangot) találunk. A legritkább hang valószínűleg a cseh nyelvben fordul elő, jele az „ř” betű (neve: hacsek-r, ami a Dvořák névben is szerepel); a nyelvek körében egyedülállónak tűnik.
Csak az ausztráliai djirbál nyelv használ hat (primer vagy kontrasztív) képzési helyet; az összes többi nyelvben kevesebb fordul elő.

## A beszédhangok és fonémák lehetséges képzési helyei
- bilabiális (ajakhang, például b),
- labiodentális (ajak-fog hang, például f)
- dentális (foghang, mint az angol this szóban),
- alveoláris (fogmederhang, például d)
- alveopalatális (fogmeder-szájpadlás hang, például s),
- palatális (szájpadláshang, például gy)
- retroflex (hátrahajlított nyelvvel ejtve, például egyes lengyel mássalhangzóknál)
- veláris (lágy szájpadlással képzett, például g)
- uvuláris (nyelvcsappal képzett, mint a francia r)
- faringális (garathang, például a német ach szóban) és
- glottális (gégehang, például a hó-ban a h).

Az olyan nyelveket, amelyekben minden írott jel csakis egy fonémának felel meg, és minden fonéma csakis egy írott jelnek, (kevéssé szabatosan) fonetikus nyelvnek hívják (pontosabban fonémikus nyelvnek lehetne hívni), ennek példái többek közt az eszperantó és a szerb. Egyes nyelvek ugyanazt a fonémát többféle jellel fejezik ki (betűkkel vagy betűkapcsolatokkal), de bármely jel bármely kontextusban egyértelműen kiolvasható egy bizonyos fonémaként; ezt találjuk például a spanyol nyelvben.

## Fonéma és morféma
A fonéma a hangzó közlésfolyamat legkisebb megkülönböztethető egysége (ennél lejjebbi szinten csak jegyekre lehet lebontani), a morféma pedig a legkisebb olyan egység, amely önálló értelmet (vagy jelentéselemet) hordoz. A morfémák egy vagy több fonémából állhatnak: az ő szó egy fonéma és egy morféma, de a gezemice nyolc fonéma és egy morféma. Az egyes fonémák megkülönböztethetik egymástól a hasonló morfémákat, mint például a tör és a tőr esetében. Mindkettő morféma, és az [ö], illetve [ő] hangokat épp azért nevezzük fonémának, mert a különbségük jelentésbeli különbséget hordozhat. A zártabban és a nyíltabban ejtett [ö] hangot ugyanezért nem nevezhetjük két különböző fonémának a magyarban, mert nincs két olyan szó, amelyet csak az különböztetne meg, hogy az egyikben zártabb, a másikban nyíltabb [ö]-t ejtünk.

## A mikrofonéma
Mikrofonémának nevezik azt a fonémát, amely egy nyelvben csak periférikusan létezik, kevés más fonémával alkot kontrasztot, illetve kevés szópárnál érhető tetten az általa hordozott megkülönböztető jelleg. Mikrofonéma a magyarban például a röviden ejtett [ȧ] hang, mivel csak néhány szóban fordul elő, és ezek is ejthetők (szótól függően) puszta [a]-val vagy [á]-val, például mȧrketing, kȧritȧsz, vagy egyes mára már a magyarban is gyakori külföldi eredetű nevekben: Ȧlexander, Mȧx. Talán az egyetlen olyan hely, ahol e hangnak a fonéma jellege tetten érhető, a haló – hȧló – háló szavakban van (jelentésük: ’haldokló’, ’telefonálásnál: kapcsolatfelvétel’, valamint ’szövedék’ vagy ’nyugvóhely’). Mindhárom szót meg lehet különböztetni, tehát az [ȧ]-val jelölt hangnak fonémának kell lennie, de mivel csak elenyésző szerepe van, nem tarthatjuk teljes értékű fonémának, így mikrofonémának nevezzük. (Ez a megnevezés meglehetősen félrevezető, helyesebb lenne a szemifonéma, vagy a pszeudofonéma megnevezés.)
Ugyanakkor a mikrofonéma a szó jelentését is megváltoztathatja, ami írásban nem jelenik meg, például a zárt vagy nyílt [e] hang esetén, szemét (nyílt, valakinek a látószervét) vagy szemét (zártan ejtett, hulladék jelentéssel).

## Diafonéma
A diafonéma egy fonéma nyelvjárási variánsai (diafonikus variáns vagy diafonikus allofón) felől tekintve.